# Para qué
"Para Qué" é uma canção lançada pela cantora e atriz mexicana Anahí, gravada para seu quinto álbum de estúdio, Mi Delirio (2009). É uma canção em ritmo acelerado, pertencentes aos gêneros de dance e rock. A canção foi lançada como quinto e último single do álbum em 11 de abril de 2011 pela gravadora EMI.

## Antecedentes e composição
A canção foi lançada para venda via download digital em 23 de novembro de 2009, em seu álbum Mi Delirio (2009). Em 6 de janeiro de 2010, através do seu Twitter oficial, a cantora pediu a seus fãs para ajudá-la a decidir qual das músicas do álbum seria seu segundo single.  Entre os nomes das canções estavam "Me Hipnotizas", "Él me Mintió" e "Para Quê"
A canção foi incluída em na turnê Mi Delirio World Tour, realizada pela primeira vez ao vivo em 3 de novembro de 2009, em São Paulo, Brasil. Tornou-se a abertura da segunda fase da turnê, a Mi Delirio World Tour Reloaded, que teve inicio em 09 de outubro 2010. Em 3 de outubro de 2010, Anahí apresentou acapela da canção no programa brasileiro Gugu.

## Apresentações ao vivo
A primeira performance da canção em um programa de TV foi no programa brasileiro Tudo É Possível da Record, exibido em 17 de outubro de 2010.

## Video musical
O vídeo foi filmado durante a turnê Mi Delirio World Tour em São Paulo, no dia 10 de outubro de 2010. O vídeo da música foi lançado para venda via download digital através da iTunes Store em 11 de abril de 2011.
Em 13 de abril de 2011, a cantora compartilhou em sua conta oficial no Twitter o link do vídeo, acrescentando: "Aquí les dejo mi nuevo video:) Para Qué" 

### Sinopse
O vídeo começa com uma primeira visão global da exposição mostrando ao público, em seguida, a tela do palco mostra os olhos da cantora em ângulos diferentes ao público, enquanto os efeitos visuais é colocado no começo do vídeo, o coro introdutória começa com um jogo de luz, a tela exibe o logotipo da turnê da cantora e sob o nome de "Mi Delirio World Tour", Anahí começou a cantar o primeiro verso da canção, enquanto ainda atrás da tela, mostra os olhos de Anahí sobre os efeitos brancos e amarelos, ao longo do vídeo os efeitos visuais ao olhos de Anahí na tela, vão ficando escuros, depois quando a canção começa no seu segundo refrão, a cantora aparece no palco, vestida de preto, enquanto toca o refrão da música, junto com seus dançarinos, vestido como exército (roupas pretas, e retoques em dourado).  As imagens são intercaladas, revelando ao público, a cantora tocando a música e os dançarinos. Quando terminar, Anahí canta o último refrão e deixa o palco, o ritmo continua, e os dançarinos coreografados até o vídeo acabar.

### Recepção
A revista juvenil BRAVO delineado "Anahí postou em seu canal no YouTube um novo vídeo é impressionante! o clipe é uma performance em que ele canta seu single "Para Qué" e da encenação, é incrível. Além disso, Anahí está linda!." Univisión argumentou sobre a música e o vídeo, "Pois o que é uma música cheia de energia que o convida para dançar e saltar de energia, como ela faz neste vídeo da música, que tem recebido elogios de seus seguidores"
A revista espanhola Super Pop chamou a canção da jovem de uma "grande música", acrescentando: "A alma, cana-de-top direto e muito ritmo... Um vendaval no palco como sempre".
A revista mexicana que disse que o vídeo "será visto em um grande Show com centenas de fãs que cantam e dançam com a mesma taxa de Anahí" sobre a descrição da música disse que "é uma questão que criticou o esforço atrás, em um relacionamento, porque, no final, isso não é apreciado pela outra pessoa. Mas apesar de ser uma canção de desgosto, tem muitos produtos eletrônicos e toques rítmicos que convidam o público para dançar e cantar para esquecer a dor" A revista brasileira Caras comentou que "Anahí, acompanhado por dançarinos, envolve a plateia com seus sons eletrizantes e fantástica jogada de luz, além de Dança bonita, vestida com vestido, botas e meias pretas"

## Versões
Em 2012 a canção ganhou uma versão em reggae, electropop e pop do DJ brasileiro Dkrom, usando a como mixagem principal do inicio até o fim da canção, já outros DJ's, como Mr. Jam usaram o vocal de Anahí da mesma canção, nas suas músicas próprias, em vários shows por todo país.

## Faixas
| Download Digital |            |                                       |              |         |  |
| N.º              | Título     | Compositor(es)                        | Produtor(es) | Duração |  |
| 1.               | "Para Qué" | Anahí, Ximena Muñoz, Sebastian Jácome | S. Jácome    | 3:22    |  |

## Créditos
Lista-se abaixo os profissionais envolvidos na elaboração de "Para Qué", de acordo com o encarte do álbum Mi Delirio
| - Anahí: vocal principal, vocal de apoio, composição - Sebastian Jácome: composição, produção, instrumentos e programação - X. Muñoz: composição e programação - Enrique "Bugs" Gonzáles: instrumentos - María Gomez: coordenação de produção | - Ricardo David: engenharia de mixagem - lises Manuel: engenharia de mixagem - Gomez Pinzón: engenharia de mixagem - Orozco Buendía: engenharia de mixagem |

## Histórico de lançamento
| País           | Data                | Formato            | Gravadora |
| -------------- | ------------------- | ------------------ | --------- |
| Mundo          | 13 de abril de 2011 | Estréia nas rádios | EMI       |
| Estados Unidos | 28 de abril de 2011 | Rádio mainstream   | EMI       |